# Badlapur, Manvi
Badlapur là một làng thuộc tehsil Manvi, huyện Raichur, bang Karnataka, Ấn Độ.